# Batocera horsfieldi
Batocera horsfieldi là một loài bọ cánh cứng trong họ Cerambycidae.